# California Dreamin’
California Dreamin’ ist ein 1965 veröffentlichter Folk-Pop-Song von John Phillips, der durch The Mamas and the Papas bekannt wurde und sich zum Millionenseller entwickelte.

## Entstehung
Michelle Phillips von den Mamas & Papas schilderte in einem Interview des National Public Radio die Entstehungsgeschichte des Liedes. Demzufolge lebte die seit Dezember 1962 mit John Phillips Verheiratete in New York City. Ende 1963 herrschte dort ein strenger Winter, der Gedanken an die wärmere Heimat Kalifornien aufkommen ließ. Ein Besuch in der St. Patrick’s Cathedral inspirierte sie zum Inhalt der zweiten Strophe.
Der Folk-Rock-Sänger Barry McGuire hatte im Mai 1965 einen Plattenvertrag beim gerade gegründeten Plattenlabel Dunhill Records erhalten. Nachdem sein Protestlied Eve of Destruction im September 1965 den ersten Platz der Billboard Hot 100 erklommen hatte, begannen im Oktober 1965 die Arbeiten zu seinem Album This Precious Time. Hierzu lud er die ihm bekannten Mamas & Papas als Hintergrundchor ein.
John Phillips bot für die McGuire-LP den von ihm in New York verfassten Titel California Dreamin’ an. Der Produzent und Labelinhaber Lou Adler war von den stimmlichen Fähigkeiten der Gruppe sofort überzeugt: „Das ist wohl das Gefühl, was George Martin gehabt haben muss, als er erstmals die Beatles hörte.“ Deshalb erhielten sie am 1. Oktober 1965 einen Plattenvertrag von Dunhill Records. Ihr Vokalstil war geprägt durch Close-Harmony-Stimmen und Kontrapunkt-Gesang, den sie als Hintergrundchor für Barry McGuires Interpretation von California Dreamin’ einsetzten. 
Die Aufnahmen mit dem Toningenieur Dayton „Bones“ Howe entstanden im Oktober 1965 in Studio 3 der Western Recorders-Tonstudios in Los Angeles. Dabei stammten die Instrumentalparts von P. F. Sloan (Gitarre), Larry Knechtel (Keyboards), Joe Osborn (Bass), Peter Pilafian (elektrische Violine) und Hal Blaine (Schlagzeug). Osborn und Blaine gehörten zu einer Gruppe von Studiomusikern, die in der Fachwelt als The Wrecking Crew bekannt war. Das Mundharmonika-Solo übernahm Barry McGuire.

## Coverversion der Mamas & Papas

Mamas & Papas - California Dreamin’

John Phillips fragte nach der Aufnahmesession, ob die Mamas & Papas den Titel auch veröffentlichen dürften, worauf Barry McGuire erwiderte: „Natürlich, Du hast das Stück ja geschrieben.“ Daraufhin wurde entschieden, dass nicht California Dreamin’ die Nachfolgesingle Barry McGuires von Eve of Destruction werden sollte, sondern This Precious Time (November 1965; Dunhill #4019) – der Begleitgesang stammte wiederum von den Mamas & Papas.
Mit den Mamas & Papas wurde jedoch California Dreamin’ nicht vollständig neu produziert, sondern man verwendete die im Oktober 1965 mit McGuire entstandene und von Adler produzierte Masteraufnahme, Toningenieur war Dayton „Bones“ Howe. Hieran wurden am Aufnahmetag im November 1965 lediglich zwei Veränderungen vorgenommen. McGuires Gesangsspur wurde durch Denny Dohertys Leadgesang (eine Oktave höher) ersetzt, anstatt des Mundharmonika-Solos wurde ein jazzig improvisiertes Altquerflötensolo vom eigens eingeflogenen Altsaxophonisten und Flötisten Bud Shank eingefügt, das mit seiner Dauer von 33 Sekunden zu einem der bekanntesten Flötensolos der Rockmusik avancierte. Wenn man nur den linken Stereokanal hört, ist McGuires – durch andere Mikrofone atmosphärisch mit aufgenommener – Gesang noch wahrnehmbar. Auch Reste des Harmonika-Solos konnten auf der Vierspuraufnahme nicht vollständig eliminiert werden. Es verblieb beim markanten Intro zweier Akustikgitarren (eine 12-saitige Gitarre, gespielt von John Phillips und eine 6-Saiten-Gitarre von P. F. Sloan) in a-Moll. Gesang und Instrumentierung wurden wie folgt auf die vier Tonspuren der Ampex 300 aufgeteilt: Spur 1 (Frauenstimmen), Spur 2 (Gitarren und Piano), Spur 3 (Männerstimmen) und Spur 4 (Bass und Schlagzeug).

### Rezeption
Auf der von der RIAA im März 2001 zusammengestellten Liste der 365 Songs des 20. Jahrhunderts (Songs of the Century) rangiert California Dreamin’ auf Platz 71. Das Lied wurde zudem von der Zeitschrift Rolling Stone auf Platz 89 der 500 besten Songs aller Zeiten gewählt.

### Kommerzieller Erfolg
California Dreamin’ / Somebody Groovy (Dunhill #4020) kam im November 1965 unmittelbar nach der Barry-McGuire-Single auf den Markt, wurde im Billboard-Magazin am 25. Dezember 1965 vorgestellt und erreichte am 12. März 1966 Rang vier der Singlecharts. Diese erste Single der Gruppe entwickelte sich im Verlauf des Jahres 1966 zum Millionenseller und wurde im Juni 1966 mit der Goldenen Schallplatte ausgezeichnet. Das Original von California Dreamin’ ist auf der von McGuire am 14. Dezember 1965 erschienenen LP This Precious Time (Dunhill #50 005) enthalten. Bud Shank nahm am 18. und 25. März 1966 den Song als Instrumental für seine gleichnamige LP auf.

#### Chartplatzierungen
| ChartsChartplatzierungen       | Höchstplatzierung | Wochen |
| ------------------------------ | ----------------- | ------ |
| Deutschland (GfK)              | 31 (9 Wo.)        | 9      |
| Vereinigte Staaten (Billboard) | 4 (17 Wo.)        | 17     |
| Vereinigtes Königreich (OCC)   | 9 (19 Wo.)        | 19     |

| ChartsJahrescharts (1966)      | Platzierung |
| ------------------------------ | ----------- |
| Vereinigte Staaten (Billboard) | 10          |

#### Auszeichnungen für Musikverkäufe
| Land/Region                  | Auszeichnungen für Musikverkäufe (Land/Region, Auszeichnung, Verkäufe) | Verkäufe  |
| ---------------------------- | ---------------------------------------------------------------------- | --------- |
| Dänemark (IFPI)              | Platin                                                                 | 90.000    |
| Deutschland (BVMI)           | Gold                                                                   | 250.000   |
| Frankreich (SNEP)            | Gold                                                                   | 100.000   |
| Italien (FIMI)               | Platin                                                                 | 100.000   |
| Neuseeland (RMNZ)            | 2× Platin                                                              | 60.000    |
| Spanien (Promusicae)         | Platin                                                                 | 60.000    |
| Vereinigte Staaten (RIAA)    | 4× Platin                                                              | 4.000.000 |
| Vereinigtes Königreich (BPI) | 2× Platin                                                              | 1.200.000 |
| Insgesamt                    | 2× Gold · 11× Platin ·                                                 | 5.860.000 |

## Weitere Coverversionen
Von den 56 Coverversionen sind erwähnenswert die von Bobby Womack (Dezember 1968), Colorado (Oktober 1978), America (März 1979), River City People (Juni 1990) und die in Frankreich im Oktober 2004 mit Gold ausgezeichnete Version der Royal Gigolos. Die deutsche Version mit dem Titel Dein Herz ist kalt wie Eis stammt von den Die Five Tops (Leo Leandros) aus dem Jahr 1966 (A-Seite: Unsere Sonne).
- Richard Anthony: Sognando la California (italienische Version)
- Richard Anthony: La terre promise (französische Version)
- George Benson (instrumental)
- The Ventures (instrumental)
- Baby Huey & The Babysitters (instrumental)
- Hi-Standard (Punk-Version)
- The Beach Boys & Roger McGuinn
- The Carpenters
- The Les Humphries Singers Reunion
- José Feliciano (B-Seite von Light My Fire)
- The Seekers
- Lionel Hampton (Jazz-Version)
- Gee Gee & Soluna (Straßenfolk-Version)
- Eddie Hazel (Soul-Version)
- Motorpsycho (Alternative-Rock-Version)
- Michael Chapdelaine (Fingerstyle-Arrangement)
- Meat Loaf (Hell in a Handbasket)
- Scala & Kolacny Brothers (Chor-Version)
- Wes Montgomery (instrumental, Jazz-Version auf gleichnamiger LP von 1966)
- Diana Krall (Pop-Version auf dem Album Wallflower, 2015)
- Sia Furler (Für den Soundtrack des Films San Andreas, 2015)
- Denial (düster und sehr langsam)
- K.I.Z, Nord Nord Muzikk (Melodie im Refrain des Songs Neuruppin 2, 2019)